# Mont Nlonako
Le mont Nlonako est une montagne située sur la ligne du Cameroun, au sud-est de la ville de Nkongsamba (région du Littoral) et culminant à 1 822 mètres. Elle est constituée de syénite.